# سیارک ۸۵۴۰۱
سیارک ۸۵۴۰۱ (به انگلیسی: 85401 Yamatenclub، نامگذاری:1996TW14)۸۵۴۰۱مین سیارک کشف شده‌است که در ۰۹ اکتبر ۱۹۹۶ کشف شد.